# Аллаткерт (станция метро)
«Аллаткерт» (венг. Állatkert — «Зоопарк») — исчезнувшая станция Будапештского метрополитена на линии M1 (жёлтой).
Станция располагалась в городском парке Варошлигет неподалёку от одноимённого Музея изобразительных искусств, Будапештского зоопарка и ботанического сада.
Станция была открыта 2 мая 1896 года в составе первой линии Будапештского метрополитена, ставшей и первой линией метрополитена в континентальной Европе. С 1896 по 1973 год, наряду со станцией «Артези фюрдё», была наземной станцией.
В 1973 году северная часть линии подверглась кардинальной перестройке, был ликвидирован наземный участок линии, включающий станции «Аллаткерт» (венг. Állatkert) и «Артези фюрдё» (венг. Artézi fürdő). Единственным напоминанием о когда-то существовавшей здесь в прошлом станции «Аллаткерт» является пешеходный Мост Вюнша, расположенный южнее неё.